# Villalbilla de Burgos
Villalbilla de Burgos es una localidad y municipio, de la comarca del Alfoz de Burgos, en el partido judicial de Burgos, en la provincia homónima, en la comunidad autónoma de Castilla y León (España). Forma parte de la Mancomunidad de los Pueblos de la Vecindad de Burgos.

## Geografía
Situado en la comarca de Alfoz de Burgos, se sitúa a 8 kilómetros de la capital provincial. El término municipal está atravesado por las carreteras BU-30 (circunvalación de Burgos), A-231 (Autovía del Camino de Santiago), N-120 (alternativa convencional a la anterior), A-62 (Autovía de Castilla) y N-620 (alternativa convencional a la anterior). 

El relieve del municipio es predominantemente llano, situándose al sur del río Arlanzón. La altitud del municipio oscila entre los 920 metros al sureste y los 828 metros al norte, cerca del río Arlanzón. El pueblo se alza a 837 metros sobre el nivel del mar. 
| Noroeste: Tardajos                  | Norte: Burgos                | Noreste: Burgos                  |
| Oeste: San Mamés de Burgos y Buniel |                              | Este: Burgos                     |
| Suroeste: Buniel y Albillos         | Sur: Villagonzalo Pedernales | Sureste: Villagonzalo Pedernales |

## Historia
Lugar que formaba parte del Alfoz y Jurisdicción de Burgos en el partido de Burgos, uno de los catorce que formaban la Intendencia de Burgos durante el periodo comprendido entre 1785 y 1833, tal como se recoge en el Censo de Floridablanca de 1787. Tenía jurisdicción de realengo con alcalde pedáneo
Villacienzo y Renuncio forman parte de Villalbilla de Burgos.
En los años del "boom inmobiliario" se desarrolló en Villalbilla un nuevo barrio llamado Las Villas del Arlanzón, en las proximidades del polígono de Villalonquéjar. El desarrollo urbanístico de este barrio y de su polígono anexo se encuentra parado, con unas 300 viviendas construidas de las 1700 previstas.

## Demografía
Villalbilla de Burgos cuenta con una población de 1522 habitantes (INE 2024).
| Gráfica de evolución demográfica de Villalbilla de Burgos entre 1842 y 2021 |
| |
| Población de derecho según los censos de población del INE Población de hecho según los censos de población del INEEn estos censos se denominaba Villalvilla junto a Burgos: 1842, 1857, 1860, 1877 y 1887. En estos censos se denominaba Villalbilla junto a Burgos: 1897, 1900 y 1910. Entre el censo de 1960 y el anterior, crece el término del municipio porque incorpora a Renuncio. |

En 2010 Villabilla contaba con 666 habitantes, Renuncio con 84 y Villacienzo con 253.

## Administración y política
En las últimas elecciones de 2019, el partido ganador fue el PP y el alcalde electo fue Teódulo Revilla Revilla.
| Elecciones municipales, 26 de mayo de 2019 |       |        |            |
| Partido                                    | Votos | %      | Concejales |
| Partido Popular (PP)                       | 306   | 39,03% | 4          |
| Partido Socialista Obrero Español (PSOE)   | 173   | 22,07% | 2          |
| Agrupación Local Independiente (ALI)       | 147   | 18,75% | 2          |
| Ciudadanos (Cs)                            | 145   | 18,46% | 1          |

Alcalde electo: Teódulo Revilla Revilla (PP).

## Cultura

### Semana Santa
El día Viernes Santo, los vecinos de la localidad escenifican un Vía Crucis viviente, en el que recrean la Pasión de Jesucristo, atrayendo a multitud de visitantes a presenciar el evento.

### 1973-2014
Se representó por primera vez en 1973, tras la propuesta del padre Félix Martínez (que en aquella época se encontraba realizando ejercicios espirituales en Villalbilla) a los jóvenes de la peña "El Pato". La iniciativa caló profundamente entre los vecinos de la localidad, se fundó una cofradía con el objetivo de impulsar la representación y se continuó realizando durante los años venideros incluyendo mejoras continuas en la escenificación. La Pasión de Villalbilla alcanzó su máxima popularidad en la segunda mitad de la década de los 80 y la primera mitad de los 90, recibiendo a varios miles de visitantes que acudían en masa cada Viernes Santo. 
Durante la Primera década de los 2000, el Vía crucis sufrió un declive que supuso el fin de la representación viviente, como consecuencia, en la Semana Santa de 2014, se escenificó por última vez... o eso se creía.

### Desde 2018
Tras tres años consecutivos en los que "no se crucificaba a Jesucristo en Villalbilla", se crea una nueva comisión organizadora, con nuevas ideas y energías renovadas, que tenían como objetivo "resucitar" la Pasión Viviente. Apoyándose en las diferentes asociaciones del pueblo (Asoc. Villablanca, Asoc. de Danzas y Asoc. Juv. Peña el Pato 2) y con el apoyo del Ayuntamiento local, tras el verano de 2017, comienza a gestarse un nuevo proyecto. 

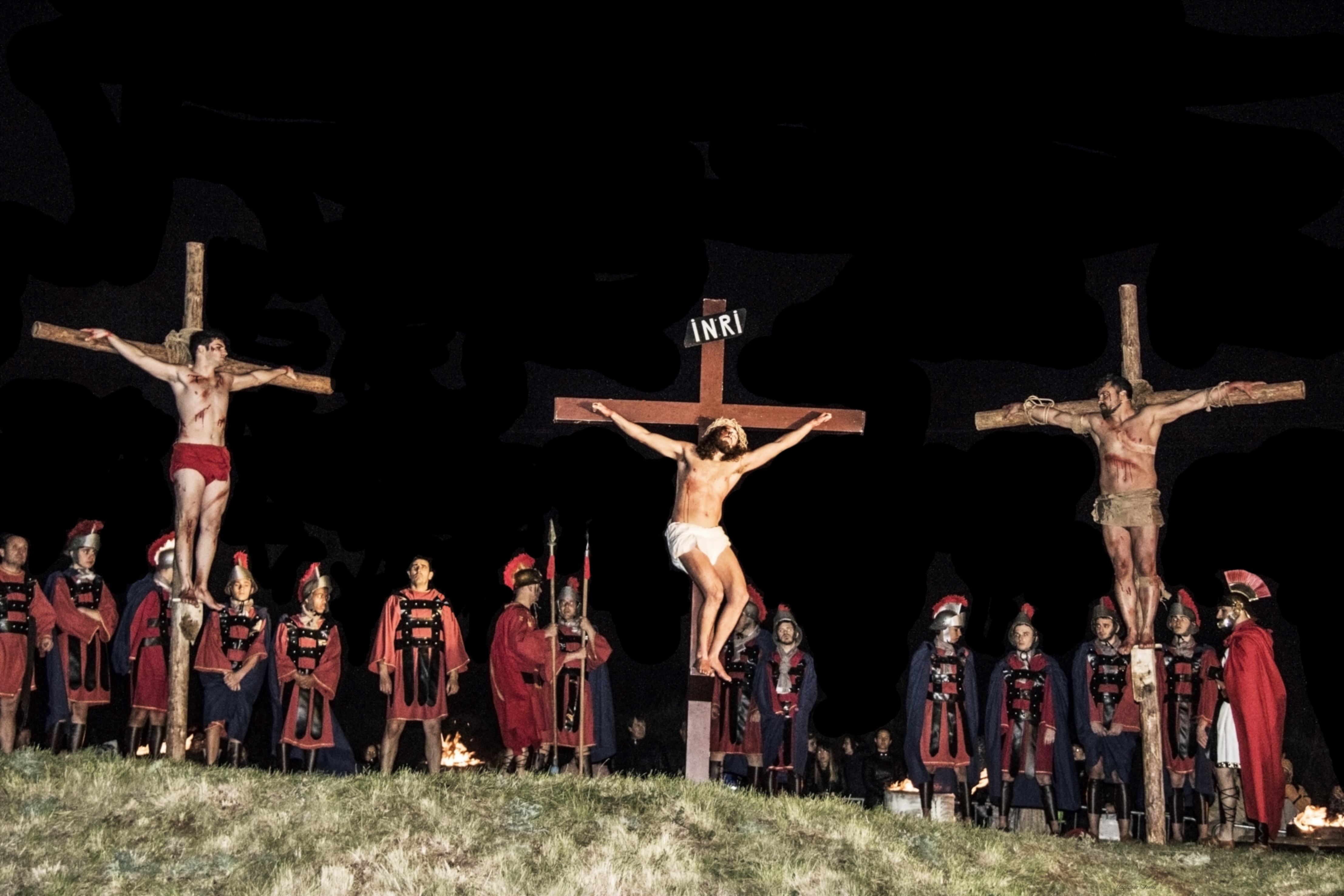
Semana Santa 2019

En la Semana Santa de 2018, el Viacrucis viviente vuelve a llenar las calles de Villalbilla, con numerosas novedades. Se incluyen nuevas localizaciones, se recrean nuevas escenas (como la  Última Cena, el Huerto de Los Olivos o la conspiración de Judas), se mejora considerablemente el vestuario y se utilizan nuevos medios técnicos que hacen de la escenificación un evento mucho más atractivo.

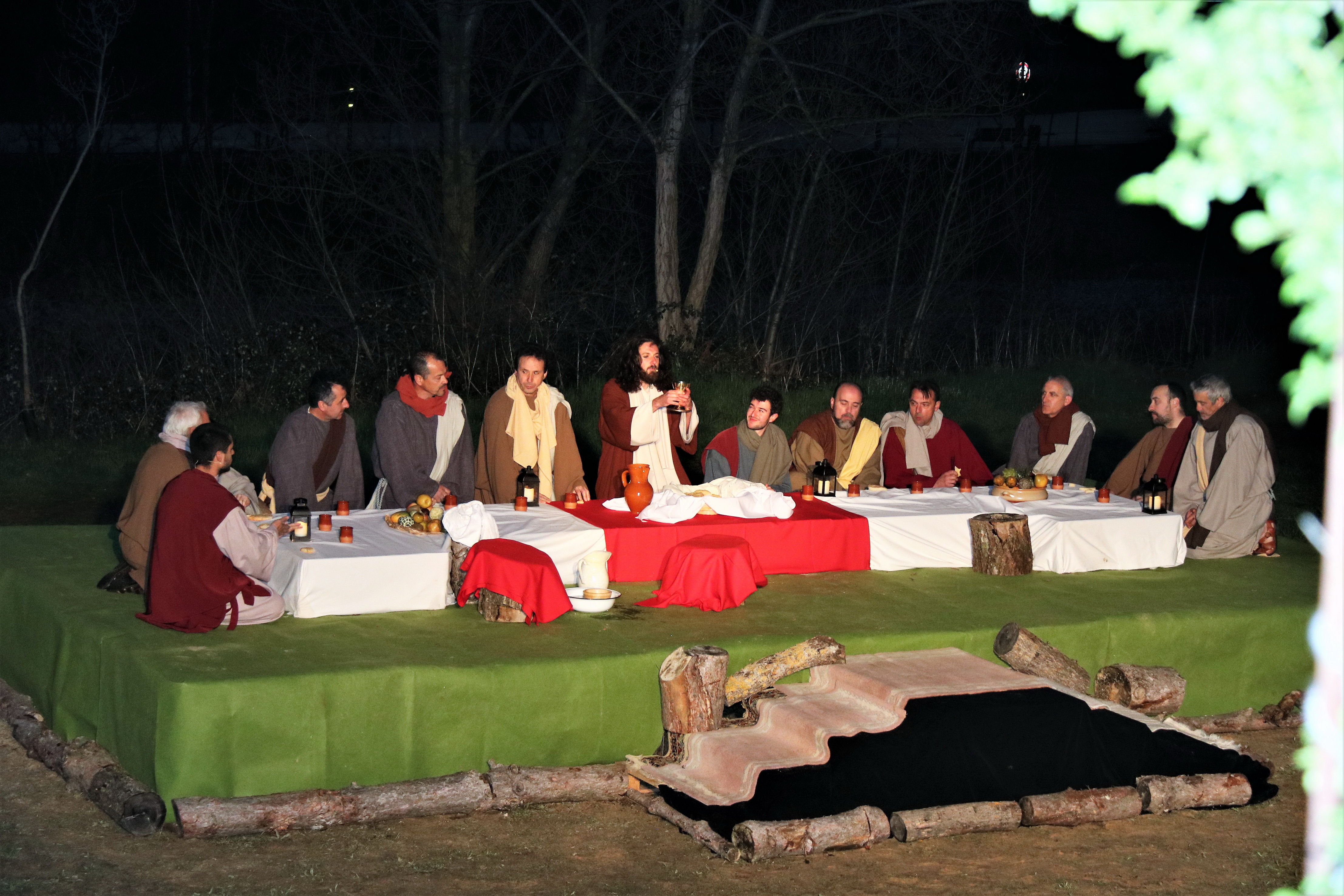
Semana Santa 2019

## Monumentos y lugares de interés
- Iglesia de la Asunción de Nuestra Señora.